# Merivale (Nouvelle-Zélande)
Merivale est une banlieue de la cité de Christchurch, située dans l’Île du Sud de la Nouvelle-Zélande.

## Situation
Elle est localisée au nord de centre de la cité de christchurch (en). Comme les autres banlieues de la ville de Christchurch, elle a des limites mal définies  mais pour les besoins de l’analyse des données statistiques et seulement pour Statistics New Zealand elle est définie comme étant limitée au nord par Papanui Road, vers l’est par Harper et Bealey Avenues, vers le sud et vers l’ouest, par Rossall Street, bien que les marchands immobiliers mettent des annonces souvent pour les demandes en dehors du secteur, en particulier pour St Albans vers l’est de Papanui Road, comme étant encore dans Merivale du fait de la désirabilité perçue pour cette zone.

## Histoire initiale
Charlotte Jackson venant de la ville de Rugby en Angleterre arriva en Nouvelle-Zélande en 1851 pour prendre possession de ses deux sections rurales, qui allaient de Merivale Lane à Aikmans Road et de Papanui Road à Boundary Road. 
Elle nomma un bloc de 100 acres (0,404685642 km2) : le bloc Merevale, car son beau-frère, le Rev. Thomas Jackson, était le vicaire de la ville de Merevale, près de la ville de Atherstone dans le Warwickshire. 
Charlotte Jackson plus tard vendit ses sections.
En décembre 1859, elle vendit le lot le plus au nord de 50 acres (0,202342821 km2) au Capitaine T. H. Withers venant de Deptford près de Londres en Angleterre, et en 1862, la partie sud de 50 acres (0,202342821 km2) à William Sefton Moorhouse (en).
Moorhouse construisit une magnifique maison au niveau de la ferme de Merevale, dont la moitié est toujours debout au niveau du 31 Naseby Street.
En conséquence les propriétaires des domaines, comprennent maintenant John Studholme (en), John Thomas Peacock (en) et Alfred Louisson (en).
Un hôtel siège au niveau de l’intersection de Papanui Road et de Bealey Avenue depuis 1865. 
Le Hôtel Carlton de Christchurch (en) fut construit à son emplacement en 1906, à l’époque de la Exposition Internationale de Nouvelle-Zélande (en).
L’hôtel fut démoli en avril 2011 et a depuis été reconstruit dans un style moderne .

## Aujourd’hui
Merivale a gardé l’essentiel du charme et de la grâce des débuts du domaine.
Il y a toujours quelques petites rues étroites et des chemins avec de nombreux cottages originaux qui ont été restaurés.
Le centre commercial avec son supermarché, ses boutiques et ses magasins de mode sont tout-près de la cité.
La zone est à prédominance résidentielle.

## Éducation
L’école de Rangi Ruru (en) est localisée dans la banlieue de Merivale.
Le College St Margaret (en) est aussi localisé dans la banlieue de Merivale.